# Qilakitsoq
Qilakitsoq es un emplazamiento arqueológico de Groenlandia (Dinamarca), procedente de un asentamiento, famoso por el descubrimiento en 1972 de 8 momias. Los cuerpos se encontraron en sendas tumbas, que fueron excavadas varios años después de su descubrimiento, en 1978. Las dataciones realizadas arrojan una fecha en torno al siglo XV, concretamente 1460 d. C. Al haber sido enterrados bajo una roca a baja temperatura y al alcance de una brisa helada constante, varios de los cuerpos se encontraban en excelentes condiciones de conservación, preservando incluso los órganos internos, el pelo o la ropa.
Ambos enterramientos estaban cubiertos por piedras cuya disposición llamó la atención de dos hermanos que se encontraban de cacería. Tras desplazar algunas piedras, estos llegaron a las momias. Posteriormente, volvieron a cerrar las tumbas y alertaron a las autoridades. 
Las momias de la primera tumba se encontraban apiladas y experimentaron un proceso de momificación natural debido a las condiciones de frío extremo. Se trata de tres mujeres adultas y dos niños. Las primeras fueron designadas como I/3, I/4 y I/5, y cuyas edades han sido estimadas a partir del estudio antropológico en 20-25 (I/3) , 25-30 (I/4) y 40-50 (I/5), respectivamente. En relación con los individuos infantiles, estos se denominaron I/1 e I/2, siendo sus edades alrededor de 6 meses para el primero y entre 4 y 4 años y medio para el segundo. Se cree que individuos infantiles eran varones por llevar vestimenta asociada a los hombres, si bien esta hipótesis no ha sido confirmada por medios científicos. 
Con respecto a la segunda tumba, en ella se encontraron los restos correspondientes a tres mujeres adultas (II/6, II/7 y II/8), cuyas edades eran alrededor de 50, entre 18 y 21 y 50 años, respectivamente. Los trabajos arqueológicos determinaron que todas las personas fueron enterradas en un breve espacio de tiempo.
La buena preservación de los restos ha permitido la realización de análisis de ADN mitocondrial. A partir de estos ha sido posible afirmar la existencia de un vínculo de parentesco entre algunas de las personas, determinando tres linajes diferentes.
Se encontraron 78 piezas de ropa fabricadas con piel de foca y reno principalmente, que además mostraban cierto grado de ornamento.
El bebé es el representante más famoso del grupo, y podría haber sido depositado aún vivo en la tumba si su madre había muerto, tal y como era costumbre en la cultura inuit.